# Lobelia brachyantha
Lobelia brachyantha är en klockväxtart som beskrevs av Elmer Drew Merrill och Lily May Perry. Lobelia brachyantha ingår i släktet lobelior, och familjen klockväxter. Inga underarter finns listade i Catalogue of Life.